# Brad Haddin
Brad Haddin (ur. 23 października 1977 w Cowra), australijski krykiecista, reprezentant kraju. Praworęczny batsman i specjalista wicket-keeper.